# Centro de la Cultura Popular Canaria
El Centro de la Cultura Popular Canaria - CCPC nace en junio de 1977 en San Cristóbal de La Laguna (Tenerife) con el objetivo de la potenciar y difundir la cultura en todo el archipiélago canario y el desarrollo, conservación y difusión de la propia cultura canaria.
El CCPC cuenta con un proyecto editorial dedicado a la publicación de libros y enciclopedias de temas canarios (historia; literatura; poesía; política; denuncia social;...); el portal de internet Revista Digital San Borondón y la emisora de radio Radio San Borondón. También organizan eventos culturales de acceso libre y gratuito (presentaciones; conciertos; tertulias/debates; proyecciones de cine;...) en la propia Sala San Borondón, así como el Concierto de Reyes que se celebra en Las Palmas de Gran Canaria de la mano del grupo musical Non Trubada o el Festival Sabandeño en La Laguna que gira alrededor del grupo Los Sabandeños. El CCPC cuenta además con una recién creada agencia de noticias San Borondón Noticias.

## Áreas del CCPC

### Portal de Internet
El Centro de la Cultura Popular Canaria cuenta con un portal dedicado a la actualidad sociopolítica-medioambiental del archipiélago canario bajo el nombre de Revista Digital San Borondón.
Este portal de información fue lanzado a la red en el año 2007 y sus contenidos giran principalmente en torno a la actualidad sociopolítica-medioambiental, principalmente dando prioridad a aquellas noticias que no son del todo cubiertas por los medios de comunicación tradicionales (televisión; prensa; radio). También presta especial atención a la actualidad cultural de Canarias y al movimiento ciudadano.
El portal de la Revista San Borondón, también promueve los actos culturales de acceso gratuito que se celebran en la propia Sala San Borondón y da acceso a las emisiones en línea de Radio San Borondón.
La Revista San Borondón es la versión escrita de Radio San Borondón.

### Fonogramas
El CCPC cuenta con una colección de cientos de títulos editados en disco, entre cuyas temáticas cabe destacar: antologías poéticas; recuperación de la música tradicional canaria (Valentina la de Sabinosa); folclore/música raíz y la nueva canción canaria.

### Editorial
El CCPC ha editado hasta la fecha unos seiscientos títulos; es una de las editoriales canarias que más publican en la actualidad, tratando temas relacionados con Canarias.

## Reconocimientos
- Premio Canarias a la cultura popular, 2025.[3]